# Rdzawostrząb ciemnoskrzydły
Rdzawostrząb ciemnoskrzydły, jastrząb kasztanowaty (Erythrotriorchis buergersi) – słabo poznany, bardzo rzadki gatunek drapieżnego ptaka z rodziny jastrzębiowatych (Accipitridae). Występuje w lasach Nowej Gwinei. Jest gatunkiem endemicznym. Nie wyróżnia się podgatunków.